# Orthonama
Orthonama är ett släkte av fjärilar som beskrevs av Jacob Hübner 1825. Orthonama ingår i familjen mätare.

## Bildgalleri

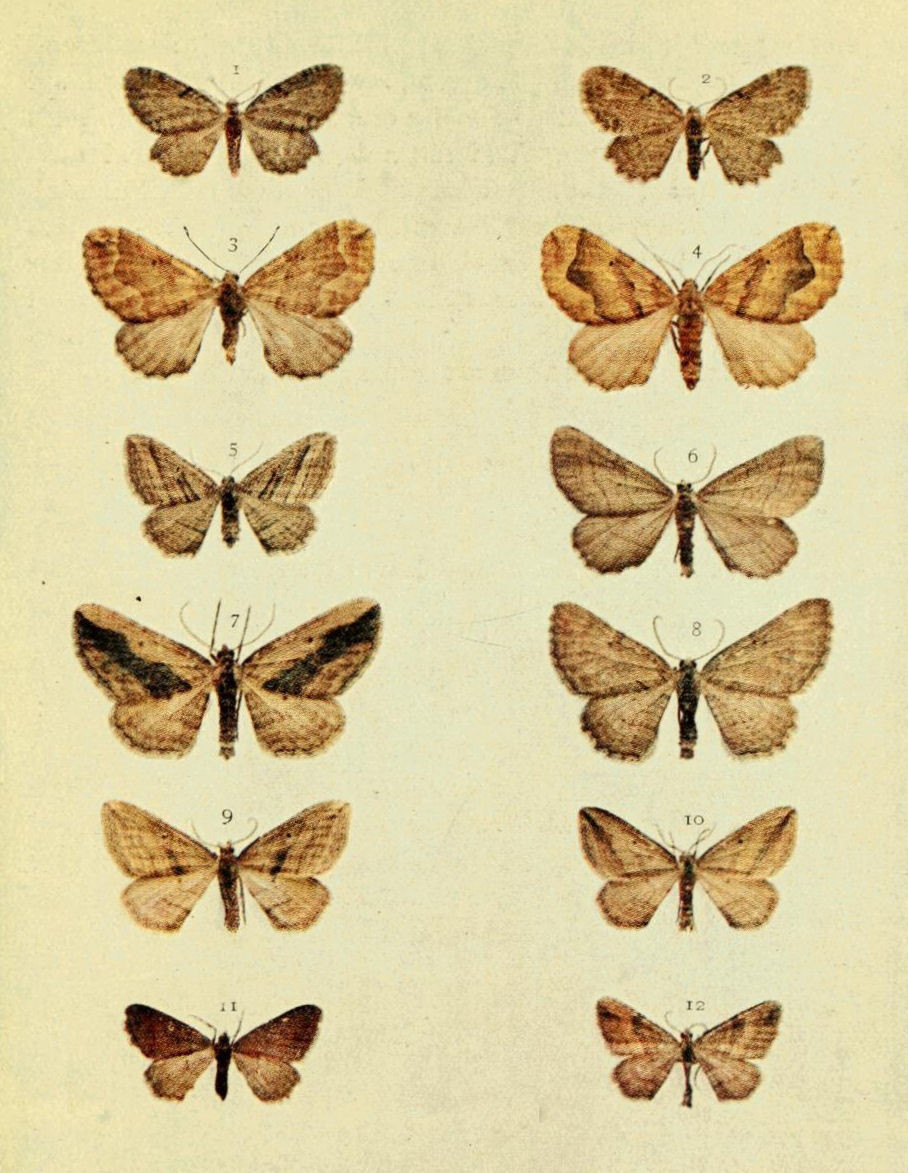
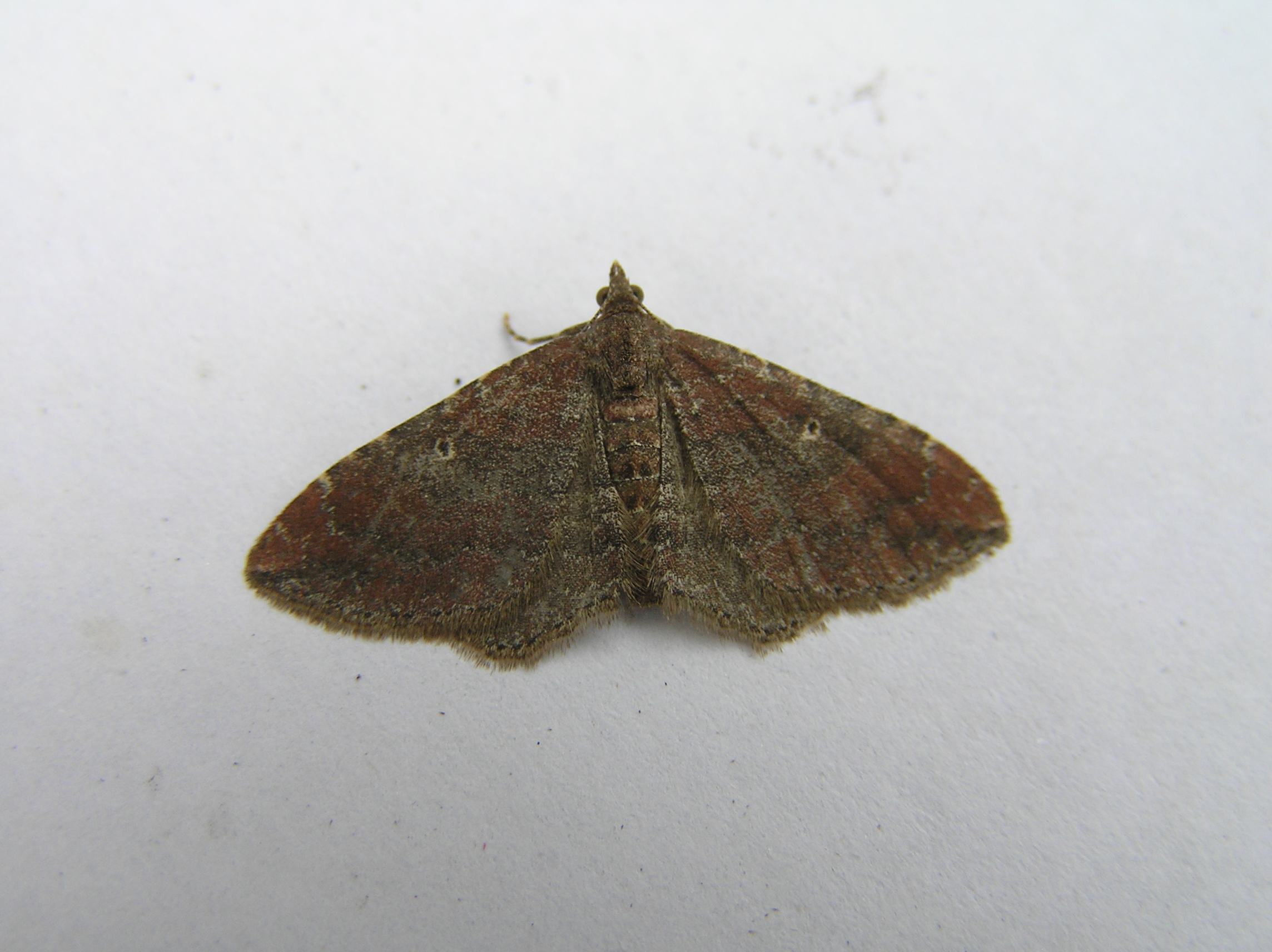
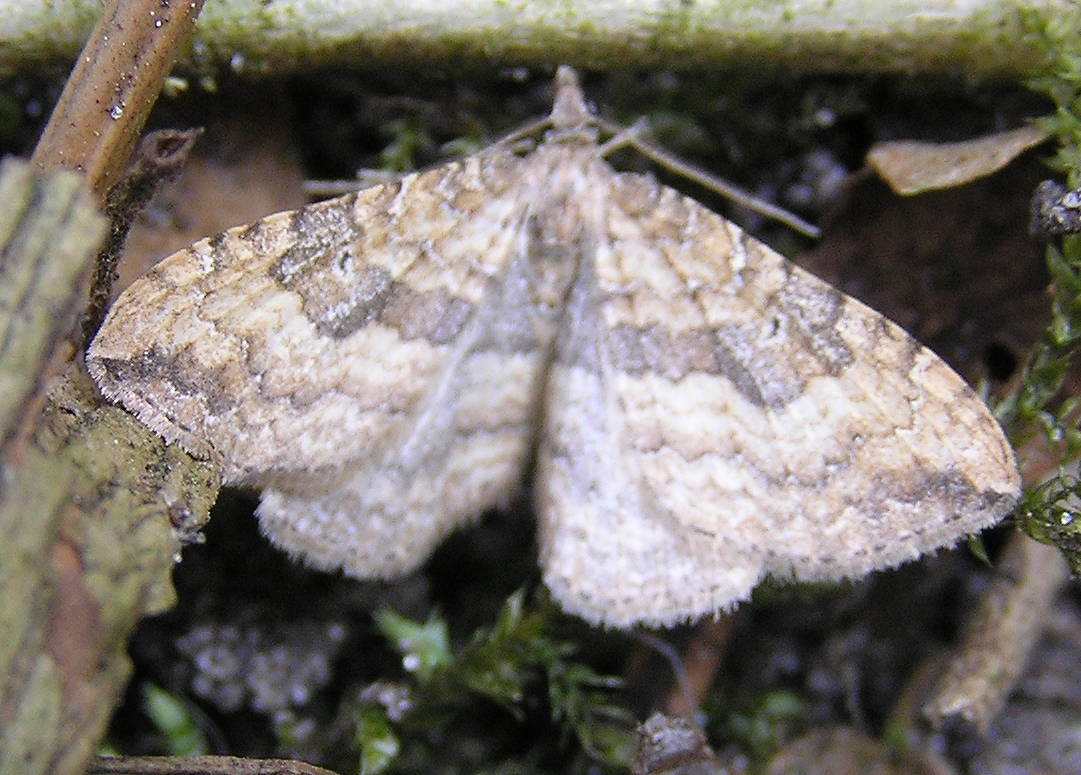
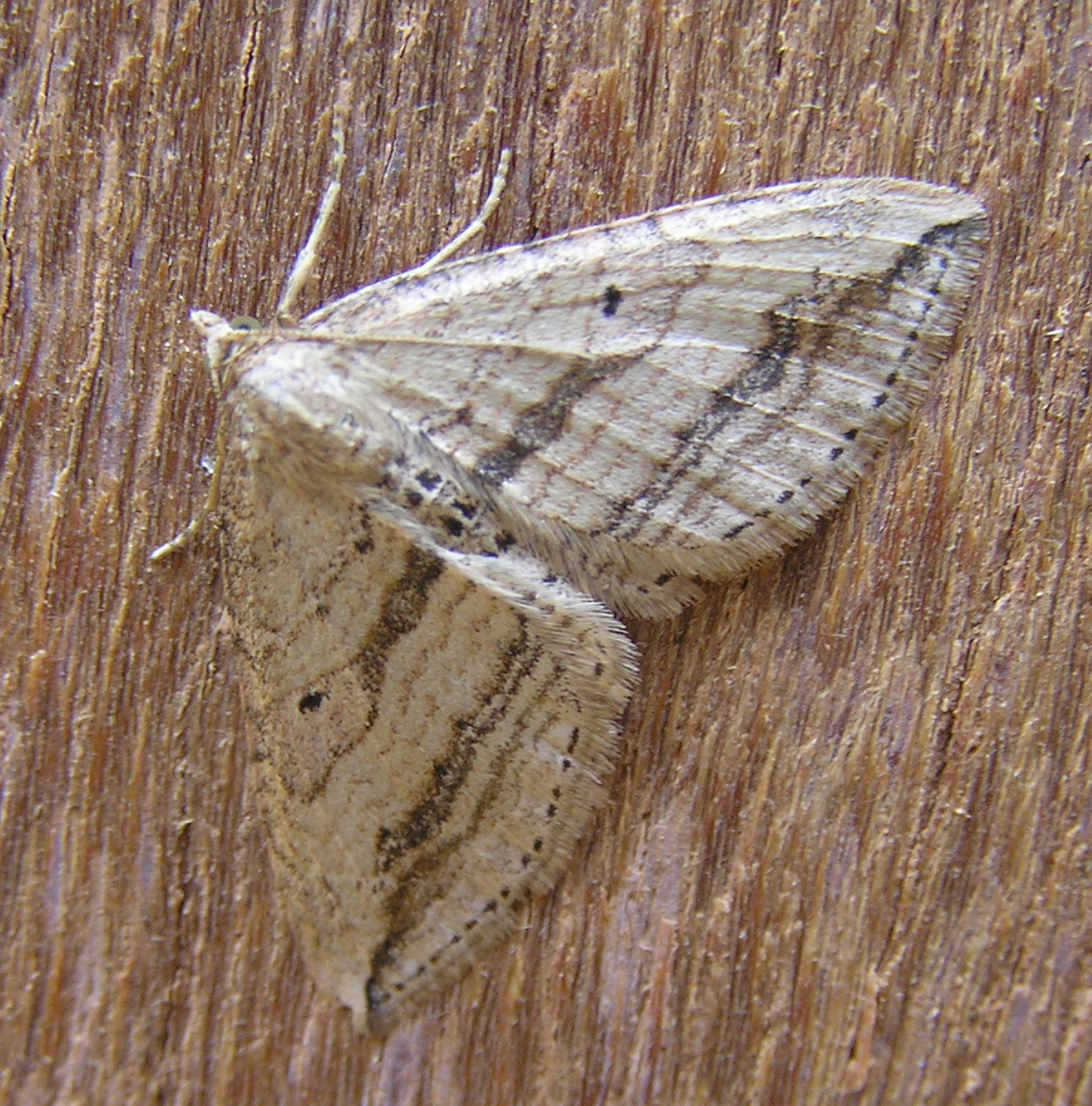

## Dottertaxa tillOrthonama, i alfabetisk ordning[1][2]
- Orthonama albescens
- Orthonama albilinearia
- Orthonama albipuncta
- Orthonama apricata
- Orthonama areolaria
- Orthonama bistrigata
- Orthonama bothnica
- Orthonama cincta
- Orthonama coneja
- Orthonama corteza
- Orthonama costovata
- Orthonama crenatilinea
- Orthonama densilineata
- Orthonama dicymanta
- Orthonama dryasaria
- Orthonama effluata
- Orthonama fasciata
- Orthonama favillacea
- Orthonama gracea
- Orthonama ignifera
- Orthonama infumata
- Orthonama lignata
- Orthonama lineataria
- Orthonama lutulentata
- Orthonama magnitactata
- Orthonama majorata
- Orthonama microvittata
- Orthonama molarum
- Orthonama nigrofascia
- Orthonama nitida
- Orthonama obstipata
- Orthonama olivacea
- Orthonama prouti
- Orthonama pudibunda
- Orthonama roseimedia
- Orthonama straminea
- Orthonama suffocata
- Orthonama teja
- Orthonama vinosata
- Orthonama vittata
- Orthonama vittulata